# ان‌جی‌سی ۵۳۸۴
ان‌جی‌سی ۵۳۸۴ (انگلیسی: NGC 5384) یک کهکشان عدسی شکل در صورت فلکی دوشیزه است. این کهکشان در ۸ مه ۱۸۶۴ توسط ستاره شناس آلبرت مارت کشف شد. در فاصله ۲۵۰ میلیون سال نوری از زمین قرار دارد.